# سعدي مهدي صالح
سعدي مهدي صالح التكريتي هو سياسي عراقي سابق، ولد في تكريت عام 1940.
كذلك كان عضوا في مجلس قيادة الثورة في العراق وأمين فرع الشمال لحزب البعث العربي الاشتراكي وعضوا في القيادة القطرية للحزب في العراق للفترة من حزيران 1982 إلى 1994.
شغل منصب رئيس المجلس الوطني العراقي في في دورته الثالثة بعد انتخابات سنة 1989، فشغل المنصب للفترة من 1989 إلى 1995.
توفي بمرض السرطان أثناء معالجته في إيطاليا في 9 تشرين الثاني 1995.

## روابط خارجية
- سعدي مهدي صالح رئيس المجلس الوطني العراقي للفترة من عام ( 1990 - 1996 ) على يوتيوب
- نص تصريح رئيس المجلس الوطني العراقي، سعدي مهدي صالح، بثته وكالة الأنباء العراقية في شأن احتجاز الأجانب في العراق والكويت، كرهائن يوم السبت، 18 أغسطس 1990